# Geotrigona chiriquiensis
Geotrigona chiriquiensis is een vliesvleugelig insect uit de familie bijen en hommels (Apidae). De wetenschappelijke naam van de soort is voor het eerst geldig gepubliceerd in 1951 door Schwarz.